# Daniel Behle
Pour les articles homonymes, voir Behle.
Daniel Behle, né en 1974 à Hambourg, est un compositeur et ténor allemand.

## Biographie
Il entre au Conservatoire de musique de Hambourg où il étudie le trombone et la composition. En marge de ses études au Conservatoire, il étudie le chant d'abord uniquement avec sa mère Renate Behle, puis, pendant cinq semestres, dans la classe de James Wagner au Conservatoire. Après la mort prématurée de Wagner à l'automne 2003, il termine son dernier semestre dans un cours donné par Renate Behle. Il obtient son diplôme de l'institution en 2004.
Il participe à plusieurs compétitions et décroche le deuxième prix au Concours International de Cologne 2002, le premier prix au Concours International Robert Stolz 2004 et le premier prix au Concours de la Reine Sonja en 2005 à Oslo en 2005.
Il obtient un premier engagement professionnel au Théâtre d'État d'Oldenbourg pendant la saison 2003-2004. En 2005, il fait partie de l'ensemble Volksoper de Vienne, en Autriche, pendant deux ans.
Tout en publiant des compositions pour diverses formations vocales, symphoniques ou de chambre, il se spécialise dans le chant de lieder allemands romantiques. Il est également très actif sur la scène et chante à l'Opéra d'État de Vienne, au Staatsoper Unter den Linden de Berlin, l'Opéra d'État de Bavière à Munich, l'Opéra d'État de Hambourg, l'Opéra royal de Stockholm, l'Opéra de Paris et le Grand Théâtre de Genève. Il a notamment chanté les rôles de Don Ottavio dans Don Giovanni de Mozart, d'Alfred dans Die Fledermaus de Johann Strauss II, de Rinuccio dans Gianni Schicchi de Giacomo Puccini et de Nemorino dans L'elisir d'amore de Gaetano Donizetti.
Dans son tout premier enregistrement pour le label Phoenix Classics en 2009, il chante des lieder de Franz Schubert, Ludwig van Beethoven, Edvard Grieg, Benjamin Britten et Manfred Trojahn. Il a depuis enregistré des lieder de Johannes Brahms et de Richard Strauss. Il a aussi tenu le rôle de Tamino dans l'enregistrement de Die Zauberflöte de Mozart sous la direction de René Jacobs et participe aux enregistrements des opéras Farnace d'Antonio Vivaldi et Artaserse de Leonardo Vinci, tous deux dirigés par Diego Fasolis pour le compte du label Erato.
Daniel Behle vit avec sa famille à Bâle.

## Compositions
- Mohnfeld pour chœur mixte sur un poème de Manfred Mühlbauer (1998)
- Suite pour quatuor à cordes (2000)
- „7“ pour trombone ténor (2001)
- Die Strandgeher, opéra de chambre en trois parties pour voix et orateurs (2004)
- Irrwege pour orchestre et quatuor de tuba (2006)
- Der Flug des Reihers, cycle de lieder (2008)
- Winterreise in Trio (2013)
- Ringelnatzzyklus - 5 poèmes (2013)

## Enregistrements
- Lieder, Phoenix Classics (2009)
- Brockes-Passion de Telemann, Harmonia Mundi (2009)
- Die Zauberflöte de Mozart, Harmonia Mundi (2010)
- Die schöne Müllerin de Schubert, Capriccio (2010)
- Merlin de Carl Goldmark, Hänssler (2010)
- Dichterliebe de Robert Schumann, Capriccio (2011)
- Farnace de Vivaldi, Erato (2011)
- Lieder de Richard Strauss, Capriccio (2012)
- Artaserse de Leonardo Vinci, Erato (2012)
- Generation, lieder de Beethoven, Brahms, Mendelssohn, Schumann, Capriccio (2012)
- Bach, Sony (2013)
- Königskinder de Humperdinck, Oehms Classics (2013)
- Stabat Mater d'Agostino Steffani, Decca (2013)
- Die schöne Magelone de Brahms, 2CD Capriccio (2014)
- Arias de Gluck, Decca (2014)
- La Concordia de' Pianeti, de Caldara (2014)